# Celonites nursei
Celonites nursei är en stekelart som beskrevs av Dover 1925. Celonites nursei ingår i släktet Celonites och familjen Masaridae. Inga underarter finns listade.